# میرندا فریکر

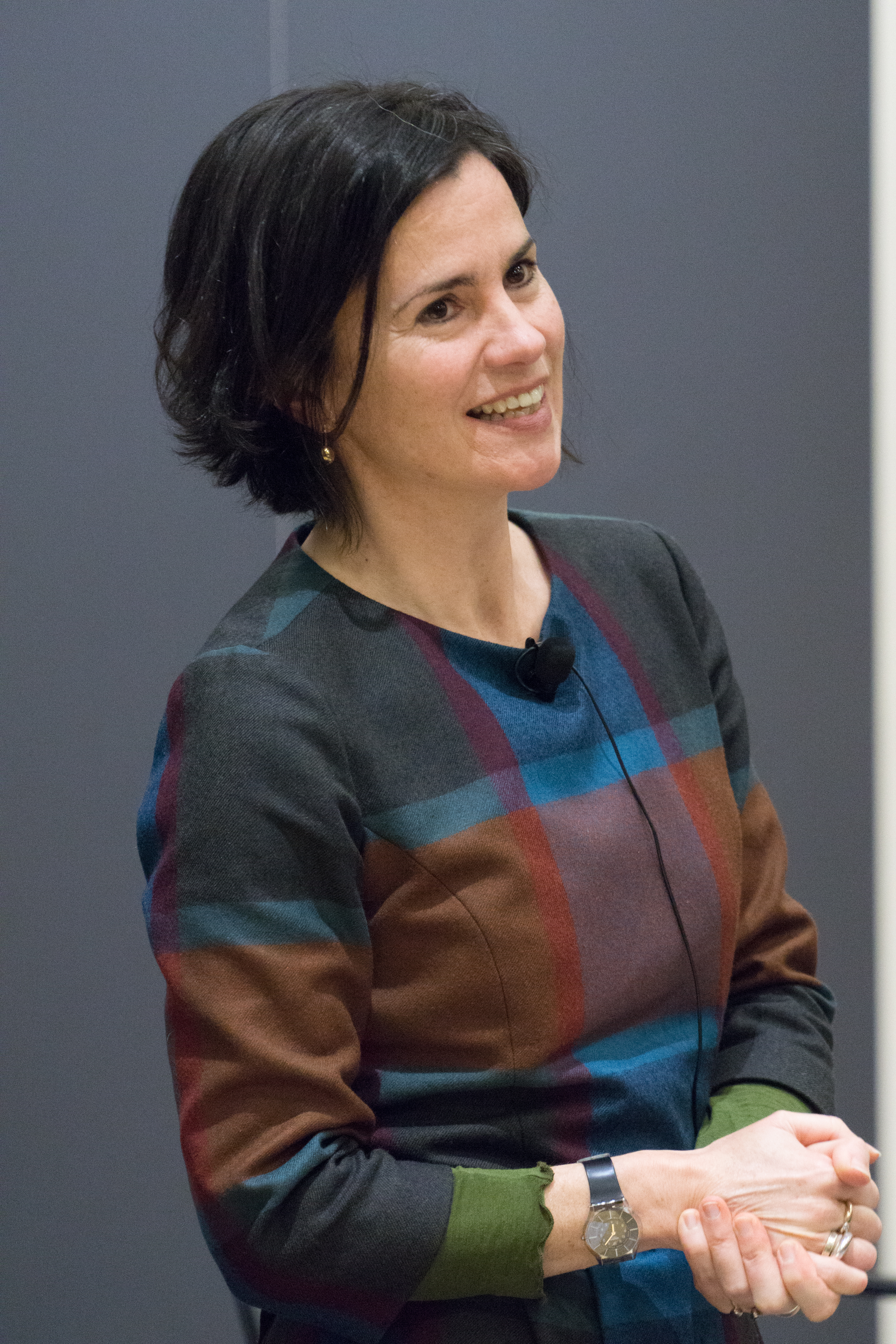
نگارهٔ میرندا فریکر، فیلسوف اهل انگلیس - ۲۰۱۶

میرندا فریکر (۱۲ مارس ۱۹۶۶) فیلسوف اهل انگلیس و استاد فلسفهٔ دانشگاه شهری نیویورک است. او فارغ‌التحصیل دانشگاه آکسفورد انگستان است. فریکر فیلسوف تحلیلی است که در زمینه‌های عدالت اجتماعی، فمینیسم و معرفت اجتماعی نوشته‌های زیادی دارد. فریکر اصطلاح «بی‌عدالتی معرفتی - Epistemic injustice» را ابداع نموده است.